# William Henry Conley
William Henry Conley (* 11. Juni 1840; † 25. Juli 1897) war ein Geschäftsmann aus Allegheny, Pennsylvania (USA) und von 1881 bis 1884 der erste Präsident der Zion’s Watch Tower Tract Society of Pennsylvania, die als Muttergesellschaft der Wachtturm-Gesellschaft gilt.

William H. Conley

## Leben
William H. Conley war Miteigentümer von „Riter & Conley Company“, einer Metallherstellungsfirma in Pittsburg und weltweiter Lieferant für Bohrkerne im Tiefbau und Zulieferer der Marineindustrie. Conley war zunächst der Buchhalter im ursprünglichen Riter-Betrieb gewesen. Als der Gründer 1873 starb, bildeten der Bruder des verstorbenen Eigentümers und Conley eine Teilhaberschaft („Riter & Conley Company“), um das Geschäft fortzusetzen. Conley war auch Aktionär und Direktor der dritten National Bank von Allegheny und sehr wohlhabend.
William H. Conley war mit Sarah Shaffer verheiratet; seine Frau starb 1908. William und Sarah waren sozial sehr engagiert und unterstützten ein Waisenhaus sowie eine Schule für schwarzamerikanische Kinder.

## Mitwirkung bei der Gründung der Zion’s Watch Tower Society
William H. und Sarah Conley (1841–1908) waren zwei der fünf ursprünglichen „1870er Allegheny Bibelforscher“. Joseph Russell und seine Tochter Margaret und Sohn Charles Taze, waren die anderen drei. Die Familien Conley und Russell lernten sich 1869/1870 kennen, als beide Familien eine Versammlung der Adventisten Jonas Wendell, George Stetson und George Storrs besuchten.
Als die Zion’s Watch Tower Tract Society im Februar 1881 gegründet wurde, spendete William H. Conley $ 3.500 (70 %) des Gründungskapitals von $ 5.000. Joseph Russell spendete $ 1.000 (20 %), mit Charles T. Russell, der $ 500 spendete (10 %). Conley spielte – wenn auch hinter den Kulissen – eine bedeutende Rolle beim Aufbau der Wachtturm-Gesellschaft. Erste Vorkehrungen wurden getroffen, damit das Drucken durch Handelsfirmen in den verschiedenen Städten der USA, sowie in Großbritannien getan werden konnte. 1884 wurde die Wachtturm-Gesellschaft gesetzlich eingetragen; als Präsident wurde Charles T. Russell benannt.
Als sich jedoch Charles T. Russell gegen Ende des Jahres 1882 immer mehr dem Thema der Zeitprophezeiungen widmete, entschied Conley, dass er Russells Entwürfe nicht mehr durch große Geldbeträge unterstützen würde. Nach 1882 wurde Conley im Wachtturm nicht mehr erwähnt. Lediglich 1894 schrieb Russell im Wachtturm, dass Conley „einer der ursprünglichen Allegheny-Bibelforscher“ war.
Als William H. Conley im Juli 1897 starb, gab es keinen Nachruf im Wachtturm. Dies ist erstaunlich, da Russell Todesanzeigen im Wachtturm für beide seiner frühen adventistischen Lehrer George Stetson und George Storrs veröffentlicht hatte.